# Corralillo, Kuba
Corralillo är en ort i Kuba.   Den ligger i provinsen Provincia de Villa Clara, i den nordvästra delen av landet, 180 km öster om huvudstaden Havanna. Corralillo ligger 33 meter över havet och antalet invånare är 51 881.
Terrängen runt Corralillo är platt. En vik av havet är nära Corralillo åt nordost. Runt Corralillo är det ganska glesbefolkat, med 23 invånare per kvadratkilometer. Det finns inga andra samhällen i närheten. Omgivningarna runt Corralillo är en mosaik av jordbruksmark och naturlig växtlighet.